# Suecia en los Juegos Olímpicos de Río de Janeiro 2016
Suecia estuvo representada en los Juegos Olímpicos de Río de Janeiro 2016 por un total de 152 deportistas que compitieron en 22 deportes. Responsable del equipo olímpico es el Comité Olímpico Sueco, así como las federaciones deportivas nacionales de cada deporte con participación.
La portadora de la bandera en la ceremonia de apertura fue la nadadora Therese Alshammar.

## Medallistas
El equipo olímpico de Suecia obtuvo las siguientes medallas:
| Nombre                    | Deporte             | Competición      |
| ------------------------- | ------------------- | ---------------- |
| Oro                       |                     |                  |
| Jenny Rissveds            | Ciclismo de montaña | Campo a través F |
| Sarah Sjöström            | Natación            | 100 m mariposa F |
| Plata                     |                     |                  |
| Emma Johansson            | Ciclismo en ruta    | Ruta F           |
| Equipo                    | Fútbol              | Torneo F         |
| Henrik Stenson            | Golf                | Individual M     |
| Peder Fredricson (All In) | Hípica              | Saltos ind.      |
| Sarah Sjöström            | Natación            | 200 m libre F    |
| Marcus Svensson           | Tiro                | Skeet M          |
| Bronce                    |                     |                  |
| Jenny Fransson            | Lucha libre         | 69 kg F          |
| Sofia Mattsson            | Lucha libre         | 53 kg F          |
| Sarah Sjöström            | Natación            | 100 m libre F    |